# Somráci - Live
Somráci – Live je třetí hudební album české rockové skupiny Brutus.

## Seznam skladeb
1. Opijem se 3:48
2. C'mon everybody 2:09
3. Pijte Key Rum 2:57
4. Loudám se trávou 2:58
5. Půjdeme spolu do nebe 3:35
6. Tvůj speciální zjev 2:45
7. Moje baba 2:26
8. Zničená duše 2:45
9. Dřív než zaplatíš 3:50
10. Hajzl na okrese 3:29
11. Destrukce 3:00
12. Gynekolog 5:03
13. Somráci 4:27
14. Indickej čaj 2:25